# يوهانا شوبنهاور
يوهانا شوبنهاور (اسم الميلاد تروسينر؛ 9 يوليو 1766- 17 أبريل 1838) هي والدة الفيلسوف الألماني آرثر شوبنهاور.

## سيرة حياتها
ولدت يوهانا شوبنهاور في دانتزيغ (غدانسك)، في تاج مملكة بولندا، لعائلة من تجار الطبقة الوسطى. والدها كريستيان هاينريش، عضو في مجلس المدينة، ووالدتها إليزابيث (ليمان) تروسينر. كانت يوهانا فتاة مبكرة النضج، حساسة للفن ولديها موهبة تعلّم اللغات الأجنبية. عرفت يوهانا قبل بلوغها العاشرة من العمر، اللغة البولندية والفرنسية والإنجليزية عدا عن لغتها الأم الألمانية. طمحت خلال شبابها إلى أن تصبح رسامة، لكنّ والداها أجهضا تلك الرغبة مباشرة، باعتبار أنه من غير اللائق أن تمارس فتاة من طبقتها تلك «الحرفة».
تزوجت يوهانا في عام 1784، وهي في عمر الثامنة عشرة من هاينريش فلوريس شوبنهاور، تاجر أكثر منها ثراءً ويكبرها بعشرين عامًا. أصبح هاينريش والدًا لطفليها، آرثر وأديل، اللذين ولدا في عامي 1788 و1797 على التوالي. أوضحت يوهانا في سيرتها الذاتية التي وعدت فيها بسرد حقائق حياتها «دون شاعرية»، أنها «لم تعد تدّعي ذلك الحب الصارخ لزوجها، ولم تُظهر له أكثر مما كان يطلب». لكنها أنكرت تعرضها لضغوط من والديها للزواج من هاينريش فلوريس. على العكس من ذلك، اعترفت صراحةً أن ما جذبها إلى الزواج منه هو مكانته الاجتماعية والإمكانيات التي يمكن لثروته الكبيرة أن تتيحها لها في حياتها. كان الزواج مستقرًّا، لكنّ يوهانا شعرت منذ البداية أن سعادتها وسعادة زوجها تعتمد على استكانتها وفقًا لرغبته.
انتقلت العائلة في عام 1793 إلى هامبورغ، عندما أصبحت دانتزيغ جزءًا من بروسيا كنتيجة للتقاسم الثاني لبولندا. وفي عام 1805، أي بعد عام من وفاة زوجها، انتقلت يوهانا وابنتها أديل إلى فايمار، تلك البلدة التي لا تمتلك فيها يوهانا لا أقاربًا ولا أصدقاء مقربين، وكانت علاوة على ذلك، ساحة للحرب بين بروسيا وقوات نابليون الغازية. على الرغم من عدم إدراك يوهانا الخطر المحدق للحرب، إلا أنها رفضت مغادرة المدينة بعدما أصبح الوضع واضحًا، لأن الانتقال كان متاحًا لها ولابنتها فقط، بينما كان يتعيّن على الخدم البقاء لمواجهة مصيرهم المحتوم.
نشطت يوهانا خلال الحرب في تقديم الخدمات للمحتاجين وتمريض الجنود الألمان ومنح المأوى للمواطنين الأقل حظًا الذين استولى الجنود الفرنسيون على منازلهم. وسرعان ما أصبحت بذلك، شخصية مشهورة في فايمار.
اكتسبت يوهانا سمعة كبيرة بعد الحرب بوصفها مستضيفة بارزة للصالونات الأدبية (كما خططت قبل مغادرتها هامبورغ)، وحضر حفلاتها التي كانت تقيمها كل نصف شهر خلال السنوات التالية، العديد من المشاهير الأدبيين أمثال: كريستوف مارتين فيلاند والأخوين شليجل، أوجوست وفريدريش ولودفيغ تيك وقبلهم جميعًا، يوهان فولفغانغ فون غوته، الذي كان فكره ومعرفته الواسعة، سببًا غالبًا في جذب يوهانا للقدوم إلى فايمار بالدرجة الأولى. كانت مساندة غوته ليوهانا عاملًا كبيرًا في نجاحها الاجتماعي، أما الأمر الذي ساهم بشكل كبير في صداقتهما، هو حقيقة أن يوهانا كانت أول امرأة من الطبقة العليا في فايمار تفتح أبواب منزلها لكريستيان فولبيوس، عشيقة غوته التي لطالما استُبعدت من المشهد الاجتماعي الراقي للمدينة، ليس فقط بسبب خلفيتها الاجتماعية المتواضعة، ولكن أيضًا بسبب حقيقة أن غوته وفولبيوس لم يكونا أكثر من عشيقين يسكنان معًا دون زواج.
اختار الابن آرثر البقاء في هامبورغ بدايةً، لتحقيق رغبة والده في إنهاء تدريبه المهني التجاري، بغض النظر عما يسببه ذلك من معاناة كبيرة له، وبمعزل عن رغبته في دراسة الفلسفة. لكنّ يوهانا شجعته على ترك تلك الدراسة والسعي وراء ما يحب ليصبح باحثًا كما كان يرغب.